# Луковичный декор
Луковичный декор (нем. Zwiebelmuster) — немецкий декор фарфора, синий подглазурный рисунок с изображением стилизованных фруктов и растений, преимущественно японских персиков, гранатов, карликовых дынь, цветов пиона, хризантемы и астры, обвивающих бамбуковые стволы. Самый распространённый мотив на серийных изделиях мейсенского фарфора. Декор появился в 1730-е годы на основе дальневосточных образцов, его автором считается Иоганн Давид Кречмер. Неизвестные в Европе экзотические фрукты на китайском фарфоре были приняты за луковицы и обрели народное название.